# Mázandarán tartomány

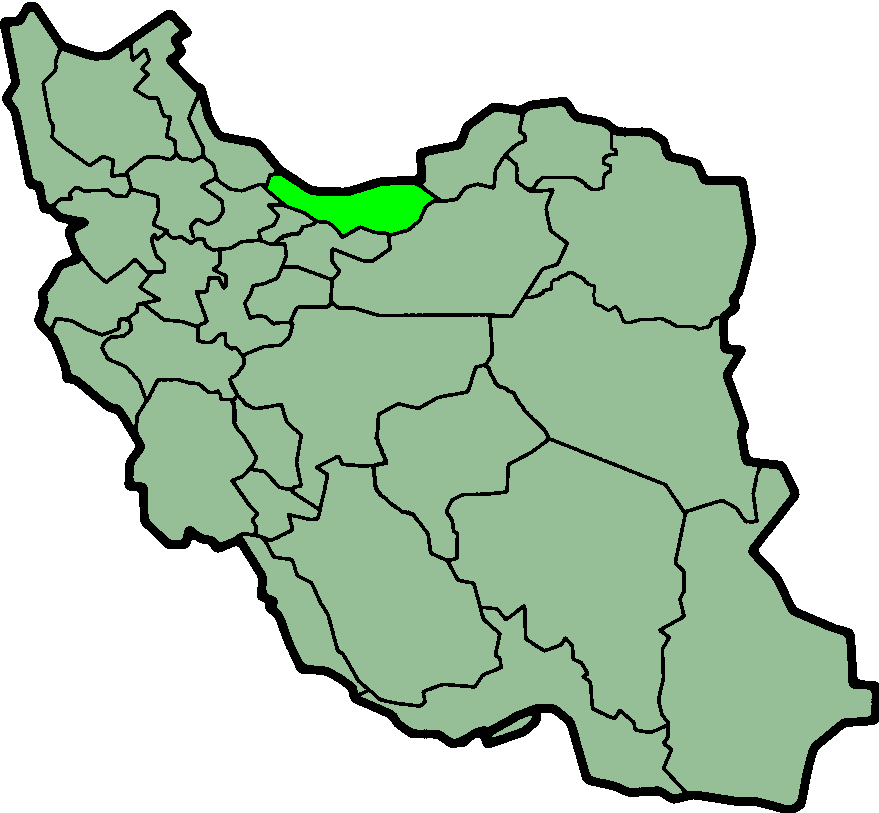
Mázandarán tartomány elhelyezkedése Iránban

Mázandarán tartomány (perzsául استان مازندران [Ostân-e Mâzandarân]) Irán 31 tartományának egyike az ország északi részén, a Kaszpi-tenger partvidékén. Északon a tenger, északkeleten Gulisztán, délkeleten Szemnán, délen Alborz és Teherán, délnyugaton Kazvin, északnyugaton pedig Gilán tartomány határolja. Székhelye Szári városa. Területe 23 842 km², lakossága 2 893 087 fő. A mai tartomány fekvése nagyjából azonos a középkorban előbb Tabarisztán (طبرستان), később Mázandarán néven ismert régióéval.

## Közigazgatási beosztás
Mázandarán tartomány 2022 januári állás szerint 22 megyére (sahrasztán) oszlik. Ezek: Abbászábád, Ámol, Bábol, Bábolszar, Behsahr, Csálusz, Dzsujbár, Észak-Szavádkuh, Ferejdunkenár, Galugáh, Káemsahr, Kelárdast, Mahmudábád, Mijándorud, Neká, Nur, Nousahr, Rámszar, Szári, Szavádkuh, Szimorg, Tonekábon.

## Története
A Kaszpi-tenger és az Alborz vonulatai közti térséget nyugat felől Gilán, délnyugaton Dzsibál, délkeleten Kúmisz, keleten pedig Gorgán tartomány határolta. A középkor nagy részében használatos Tabarisztán megnevezés a helyi dialektusból ered, ahol a tabar szó hegyet jelent, így a név jelentése „hegyes ország, hegyvidék”. A 13. századra ezt a megjelölést jórészt felváltotta a máig használatos Mázandarán név. (Eredetileg a Tabarisztán nevet feltehetően a déli, hegyes sáv, a Mázandarán nevet pedig az Alborz és a Kaszpi-tenger közti keskeny síkság megjelölésére használták.)
A Szászánida Birodalom bukása után a hegyek által védett Tabarisztán tartott ki legtovább az arab muszlim hódítókkal szemben: még a 8. században is önálló fejedelmek (szpahbod) uralták, akik önálló pénzveréssel rendelkeztek, a lakosság pedig kitartott zoroasztriánus hite mellett. A Ták nevű hegyi erődjébe visszaszorult utolsó fejedelmet csak al-Manszúr kalifa idején (754–775) sikerült legyőzni. A tartomány a 9. században a horászáni Táhiridák fennhatósága alá tartozott, ezután a zajdita síiták alavida dinasztiája került hatalomra. A 10. század elején az Alavidák egy belviszálya a harcias hegyvidéki népek (elsősorban a dajlamiak) polgárháborújához vezetett, amelynek eredményeképpen a tartományt a Gorgánban székelő Zijáridák szerezték meg, akik folytonos harcban álltak a dzsibáli Buvajhidákkal. A 11. században a tartomány a Nagyszeldzsuk Birodalom részévé vált, de a hegyvidéki várak nagy részét a nizári iszmáilita aszaszinok szerezték meg, akiket csak a mongol Ilhánidák tudtak kiostromolni innen a 13. század közepén. A tartomány szinte teljes egészben elpusztult a 14. század végén, amikor Timur Lenk több hadjáratot vezetett Mázandaránon keresztül.

### Főbb települései a középkorban
A térség központja az iszlám időkben Ámol (régi ejtéssel Ámul) városa volt. A korabeli szerzők népes és gazdag településként írják le, amely körül a város közelében lévő folyónak, valamint meleg és párás éghajlatának köszönhetően bőven termett a rizs, a datolya, a szőlő, illetve a különféle citrusfélék. Ámol az itt gyártott illatszerekről is híres volt. Kikötőjével, a kicsiny Ajn al-Hummal (másként Ahlum) együtt a 14. század végén Timur Lenk pusztításának esett áldozatul a tartomány többi részéhez hasonlóan.
A tartomány jelenlegi központja, Szári a középkorban Szárija néven volt ismert. A Táhiridák idején, a 9. században kormányzójuk itt tartotta székhelyét. Szári szintén népes településnek számított, amely hajóhídjairól és ruhakészítéséről volt nevezetes. A 13. század elején a Dzsingisz kán vezette mongol támadások során súlyos károkat szenvedett és hosszú időre elvesztette a jelentőségét. A partvidéken vagy annak közelében, Ámoltól nyugatra feküdt Nátil vagy Nátila, azon túl Csálusz (a középkori Sálúsz, Dzsálúsz vagy Szálúsz). Ámol és Szári között a mai Bábol környékén állt Mamtír, Száritól keletre pedig a gorgáni határvidéket védő Tamísz vagy Tamísza számított jelentős településnek, amelynek termékeny vidékét Kabúd Dzsáma néven ismerték.
Tabarisztán déli részén, a Damávand nevű hatalmas hegy körül elterülő, termékeny körzetet szintén Damávand néven ismerték. A körzet központja a hegytől északra eső Víma volt, de ide tartozott a hegy déli oldalán fekvő Damávand is. A térség néhány híresen erős hegyi várnak is otthont adott, ilyen volt Firuzkuh és Usztunábád (Usztúnávand), és számos másik vár nevét ismerjük, amelyek nyomtalanul eltűntek a mongol és timuri hódítás nyomán. A Damávandtól északabbra a hegyvidék több körzetre oszlott: a Kazvintól északra fekvő Rúján, az ettől keletre eső, a Sáhrud-folyó vidékén fekvő Rusztamdár, valamint a Rajjtól északra lévő Rúbandzs-, az Ámol és Damávand közti Kárín- és Szári magasságában lévő Fádúszbán- vagy Bádúszbán-hegységre. (Utóbbi kettő a muszlim időkben is itt székelő, szászánida eredetű dinasztiákról kapta a nevét.) Ezek mindegyikét igen termékeny és erdős tájnak írták le, ugyanakkor kevés település és viszonylag kis népesség jellemezte őket. Rúján kitüntetett stratégiai helyzetben volt, mert a Kazvin felől érkező hágó csúcsánál helyezkedett el, és a középkorban a tabarisztáni hegyvidék fővárosaként is emlegették, szemben a síkságot uraló Ámollal.

## Fordítás
- Ez a szócikk részben vagy egészben  a(z)   استان‌های ایران című perzsa Wikipédia-szócikk ezen változatának fordításán alapul.  Az eredeti cikk szerkesztőit annak laptörténete sorolja fel. Ez a jelzés csupán a megfogalmazás eredetét és a szerzői jogokat jelzi, nem szolgál a cikkben szereplő információk forrásmegjelöléseként.